# Poecilimon paros
Poecilimon paros är en insektsart som beskrevs av Heller, K.-g. och Reinhold 1992. Poecilimon paros ingår i släktet Poecilimon och familjen vårtbitare. Inga underarter finns listade i Catalogue of Life.